# زومبس رويال.آي أو
زومبس رويال.آي أو (بالإنجليزية: ZombsRoyale.io)‏ هي لعبة فيديو باتل رويال من تطوير ونشر إند غيم، صدرت في 14 مارس 2018 وتعمل على أجهزة متصفح ويب، أندرويد وآي أو إس.